# Nøddeknækkeren
Nøddeknækkeren og musekongen (Nussknacker und Mausekönig) er et eventyr skrevet af den tyske romantiske forfatter E. T. A. Hoffmann i Berlin i 1816. Alexandre Dumas den ældres version af historien fra 1844 fik i 1892 musik af Tjajkovskij med koreografi af balletmester Marius Petipa og blev uropført som ballet i St. Petersborg.
Nøddeknækkeren er en af verdens mest kendte balletter og appellerer både til børn og voksne. Den opføres ved juletid på teater- og operascener verden over.

## Handling
Balletten handler om den rige familie Stahlbaum, som holder julefest.
Det er juleaften. Hr. Drosselmeyer, børnenes onkel, sidder i dukkeværkstedet og arbejder med gaverne, han skal have med til julefesten hos Stahlbaum. Han er særlig glad for Nøddeknækkerdukken, som er en gave til Stahlbaums datter Clara. Med sin tryllestav får han tæppet til at gå op, så vi kan se ind i stuen hos familien Stahlbaum.
Den forbereder sig til at modtage gæsterne. Lille Clara, som er så spændt, at hun næsten ikke kan vente, prøver at kigge ind i stuen, hvor juletræet bliver pyntet, men hun forstyrres og gemmer sig bag en stol. Herfra ser hun Drosselmeyer, som kommer og viser hendes mor den specielle gave, han har med til Clara – men fra gemmestedet kan hun ikke se, hvad det er. Fru Stahlbaum glæder sig også til julefesten, fordi hun så får lejlighed til at danse. Hr. Stahlbaum er nervøs for, at de ikke kan blive færdige, inden gæsterne kommer.
Da de voksne er ude af syne, vover Clara sig frem fra sit skjulested, men nu forstyrres hun af sin broder Fritz. Han vil også se, hvad der foregår i stuen, og de ryger næsten i totterne på hinanden, men stoppes af Dadda, som i tide får beroliget dem, for nu åbner hr. og fru Stahlbaum stuedøren, og Clara får juletræet at se for første gang.
I stuen venter bedsteforældrene med gaver. Clara får en ballerinadukke og Fritz en tinsoldat. Og så kommer alle gæsterne. Stahlbaum ønsker velkommen, og fru Stahlbaum arrangerer en dans for alle børnene. Clara og Fritz viser deres gaver frem, mens de voksne drikker et velkomstglas, og så fortsætter dansen helt til hr. Drosselmeyer pludselig står i stuen med sin tryllestav. Clara forgår næsten af spænding, for hun ved at Drosselmeyer har en speciel gave til hende.
Men først deler Drosselmeyer gaver ud til de andre børn og underholder børn og voksne med sine mekaniske dukker og overraskende tryllekunster. Clara må vente helt til fru Stahlbaum serverer kaffe for de voksne, og tjeneren deler slik ud til børnene. Men endelig kalder Drosselmeyer på hende og afslører, hvad han har gemt under kappen: Nøddeknækkerdukken.
Clara taber straks sit hjerte til denne specielle dukke, og Fritz bliver misundelig og prøver at tage den fra hende. Det lykkes, men han taber dukken på gulvet, og den går itu. Clara er utrøstelig, men Drosselmeyer har råd for det og reparerer Nøddeknækkerdukken med et håndklæde. Roen forstyrres af en mus, som har forvildet sig ind i stuen og skræmmer alle gæsterne. Hovmesteren får jaget den bort, og for at aflede tankerne fra denne hændelse, opfordrer Stahlbaum alle de voksne til dans.
Da den er slut, er klokken blevet mange. Det er tid at slutte, og gæsterne siger farvel. Lille Clara og Fritz bringes til sengs, lysene slukkes, og hr. og fru Stahlbaum er enige om, at det var en vellykket julefest. De går til ro, og alt er stille.
Men nu sker der noget uventet: Drosselmeyer kommer ud af det store ur og rører med sin tryllestav ved Nøddeknækkerdukken, som Clara har glemt. Nu kan han tage håndklædet væk, og dukken er hel igen. Clara kommer listende tilbage til stuen og leder efter Nøddeknækkerdukken. Hun finder den og opdager til sin overraskelse, at den er så god som ny. En lille mus dukker frem under bordet og skræmmer Clara. Og da uret slår tolv, myldrer den ene mus efter den anden frem. De omringer Clara og vil have fat i Nøddeknækkeren. For at redde den, kaster Clara sin ballerinadukke til dem og besvimer af skræk.
Nu dukker Drosselmeyer op igen og sætter fart i begivenhederne. Juletræet vokser og vokser – og Fritz går i søvne og bliver forvandlet til en soldat. Musene organiserer sig, og soldaten sammenkalder sin hær for at kæmpe mod dem.
Det kommer til et kæmpeslag mellem mus og soldater, og først ser det ud som om soldaterne vil vinde. Men så dukker Musekongen og Musedronningen op, og krigslykken vender. Nu bliver soldaterne jaget på flugt, og Musedronningen har fanget Claras ballerinadukke.
Clara prøver at få den tilbage, men bliver fanget af Musekongen. Men ud af legetøjsskabet kommer Nøddeknækkeren som en frelsende engel. Han er forvandlet til stor størrelse og redder Clara fra Musekongens klør. Så udfordrer han Musekongen til duel. Skrækslagen ser Clara, at Musekongen får fat i et sværd, og at Nøddeknækkeren er i vanskeligheder. Med sin sko slår hun Musekongen i et af hans mange hoveder og forstyrrer ham, så Nøddeknækkeren kan uskadeliggøre ham.
Clara segner om på gulvet af sindsbevægelse. Det sidste hun ser er Nøddeknækkeren, som bukker for hende. Da hun slår øjnene op igen, er det Drosselmeyer, som vækker hende, og hun opdager, at hun er blevet til en ung dame.
Drosselmeyer præsenterer hende nu for Nøddeknækkeren, som er forvandlet til en ung, smuk prins. Clara danser med Nøddeknækkerprinsen, men de afbrydes af Snedronningen, som skiller dem fra hinanden og kalder alle snefnuggene sammen. I sneen prøver Clara og Nøddeknækkerprinsen at finde hinanden igen, og til sidst får de Snedronningens velsignelse til at drage videre sammen.
Drosselmeyer og to små nisser kommer ind med slæder, som skal føre Clara og Prinsen til «Landet fuldt af slik». Snedronningen og alle snefnuggene ønsker dem lykke på rejsen.
Drosselmeyer vækker alle blomsterne til live i vinterlandskabet. De bringer ham til Limonadeelven, som løber til «Landet fuldt af slik». Bag elven vogter Musedronningen over ballerinadukken, som nu er blevet til en virkelig, levende ballerina, Bolsje-feen. Hun længtes efter at blive befriet fra fangenskabet, men de små mus holder hende fast.
Nøddeknækkerprinsen og store Clara kommer op på slæden, og ved hjælp af Drosselmeyers tryllestav lykkes det Prinsen at besejre Musedronningen, som nu føres bort af Limonadeelven. Dermed er Bolsjefeen befriet. I taknemlighed inviterer hun sine redningsmænd ind til «Landet fuldt af slik». Her bliver Clara og Nøddeknækkerprinsen underholdt af danse.
Hvis man ser godt efter, kan man se, at det er Claras mor, fru Stahlbaum, som dukker op igen i Claras drøm, nu som arabiske kaffedampe fra en kæmpestor kaffekande. Hovmesteren er blevet til Madame Bonbonnière (Mor Sukkergodt) med en masse slik i forklædet. De kinesiske og russiske sprællemand er blevet levende, og små marcipanpiger danser med det røde bånd fra marcipangrisen. Bolsjefeens kavalerer opvarter Clara, mens feen byder Nøddeknækkerprinsen op til dans. Sammen danser de den store pas de deux med Clara som beundrende tilskuer.
Men alle drømme – både onde og gode – har en ende. Drosselmeyer bringer Clara tilbage til Stahlbaums stue og virkeligheden. Clara vågner op tidlig juledags morgen med dukkerne, Nøddeknækkeren og ballerinadukken, i armene og tænker på sin fantastiske drøm.